# Punta Mata
La Punta Mata es un cabo ubicado en el noroeste de la isla de Niue en la Polinesia, en el océano Pacífico Sur. Se encuentra al sudeste del poblado de Hakupu.
- Datos: Q16623370